# 林德曼-魏尔斯特拉斯定理
林德曼-魏尔斯特拉斯定理（Lindemann–Weierstrass theorem）是一个可以用于证明实数的超越性的定理。它表明，如果{\displaystyle a_{1},\ldots ,a_{n}} 是代数数，在有理数 ℚ 内是线性独立的，那么{\displaystyle e^{\alpha _{1}},\ldots ,e^{\alpha _{n}}}在 ℚ 内是代数独立的；也就是说，扩张域{\displaystyle \mathbb {Q} (e^{\alpha _{1}},\ldots ,e^{\alpha _{n}})}在 ℚ 内具有超越次数 n。
一个等价的表述是：如果{\displaystyle a_{1},\ldots ,a_{n}}是不同的代数数，那么指数{\displaystyle e^{\alpha _{1}},\ldots ,e^{\alpha _{n}}}在代数数范围内是线性独立的。
这个定理由林德曼和魏尔斯特拉斯命名。林德曼在1882年证明了对于任何非零的代数数{\displaystyle \alpha }，{\displaystyle e^{\alpha }}都是超越数，因此推出了圆周率是超越数。魏尔斯特拉斯在1885年证明了一个更一般的结果。
这个定理，以及格尔丰德-施奈德定理，可以推广为Schanuel猜想。

## e和π的超越性
e和π的超越性是这个定理的直接推论。
假设{\displaystyle \alpha }是一个非零的代数数，那么{\displaystyle \left\{\alpha \right\}}在有理数范围内是线性独立的集合，因此根据定理的第一种表述，{\displaystyle \left\{e^{\alpha }\right\}}是一个代数独立的集合，也就是说，{\displaystyle e^{\alpha }}是超越数。特别地，{\displaystyle e^{1}=e}是超越数。
另外，利用定理的第二种表述，我们可以证明，如果{\displaystyle \alpha }是一个非零的代数数，那么{\displaystyle \left\{0,\alpha \right\}}就是不同的代数数的集合，因此集合{\displaystyle \{e^{0},e^{\alpha }\}=\{1,e^{\alpha }\}}在代数数范围内是线性独立的，特别地，{\displaystyle e^{\alpha }}不能是代数数，因此一定是超越数。 
现在，我们来证明{\displaystyle \pi }是超越数。如果π是代数数，{\displaystyle 2\pi i}也是代数数（因为{\displaystyle 2i}是代数数），那么根据林德曼-魏尔斯特拉斯定理，
{\displaystyle e^{2\pi i}}（参见欧拉公式）也是超越数，这与1是代数数的事实矛盾。
把这个证明稍微改变以下，可以证明如果{\displaystyle \alpha }是一个非零的代数数，那么{\displaystyle \sin(\alpha )}、{\displaystyle \cos(\alpha )}、{\displaystyle \tan(\alpha )}和它们的双曲函数也是超越数。

## p{\displaystyle p}进数猜想
{\displaystyle p}进数林德曼-魏尔斯特拉斯猜想，就是这个定理在p进数中也成立：假设{\displaystyle p}是素数，{\displaystyle e^{\alpha _{1}},\ldots ,e^{\alpha _{n}}}是{\displaystyle p}进数，它们都是代数数，且在ℚ内线性独立，使得对于所有的{\displaystyle i}，都有{\displaystyle |\alpha _{i}|_{p}<1/p}。那么p进指数{\displaystyle e^{\alpha _{1}},\ldots ,e^{\alpha _{n}}}在ℚ内是代数独立的。